# تازه‌کند (ماکو)
تازه‌کند  یک روستا در ایران است که در دهستان قلعه‌دره‌سی شهرستان ماکو واقع شده‌است.
 تازه‌کند  ۱۹۸ نفر جمعیت دارد.